# Ciné+
Ciné+, inicialmente CinéCinémas e depois CinéCinéma, é um grupo de canais de televisão temáticos franceses com foco no cinema. Existem actualmente 19 canais (incluindo 13 WebTV), cada um dos canais do pacote é temático, com base nas suas emissões cinematográficas agrupadas por categoria de filme.
Todos eles são canais pagos, disponíveis por assinatura, e não difundem publicidade comercial.

## História
Em setembro de 1988, o Canal+ criou um canal de cinema chamado CinéCinémas, que foi transmitido por cabo e, em 1992, por satélite, no Canal. Em 1996, estavam então disponíveis dois canais: CinéCinémas Prime e CinéCinémas Seconde.
Em setembro de 2002, o pacote foi transformado em CinéCinéma e é composto por seis canais: CinéCinéma Premier, CinéCinéma Émotion, CinéCinéma Frisson, CinéCinéma Auteur, CinéCinéma Succès e CinéCinéma Classic.
No dia 17 de maio de 2011, os canais irão alterar os seus nomes para acrescentar uma ligação com o canal "mãe" do grupo, Canal+. Os canais passam assim a ser: Ciné+ Premier, Ciné+ Frisson, Ciné+ Émotion, Ciné+ Famiz, Ciné+ Star, Ciné+ Club e Ciné+ Classic.
Em 2012, o portal Ciné+ à la demande será modernizado e assumirá o design do portal Canal+ à la demande com a secção "En +" que o distingue, dando acesso a uma espécie de pré-visualização.
Desde 2016, estão disponíveis 3 canais editados pelo Canal+ para o mercado belga: Ciné+ Premier, Ciné+ Frisson e Ciné+ Classic.
Em 2018, o "bouquet" (pacote de canais) lança 6 canais disponíveis apenas nos serviços on-demand.

## Canais actuais

### Ciné+ Premier
Em setembro de 1988, Ellipse Câble lançou dois canais de televisão por assinatura no cabo e no Canalsatellite em 1992, CinéCinémas, centrado nos filmes recentes e com uma assinatura mensal de 66 francos franceses, e CinéCinéfil, dedicado aos clássicos do cinema dos anos 30 a 60, com uma assinatura mensal de 46 francos. Os filmes são recentes e são transmitidos como um segundo exclusivo televisivo (depois do Canal+, mas antes dos canais nacionais gratuitos) e muitas vezes na sua versão original com legendas em francês. Destina-se principalmente a todos os amantes do cinema. Todos os dias, documentários sobre cinema e retratos de actores completam o leque de filmes em oferta.
Duas versões do canal foram criadas pela MultiThématiques em 27 de abril de 1996, denominadas CinéCinémas Prime e CinéCinémas Seconde. Este pacote cinematográfico foi reformatado em 3 de setembro de 1998 e o CinéCinémas tornou-se CineCinemas 1.
O seu acordo de radiodifusão com a CSA foi alterado em 17 de novembro de 2014. O canal está disponível em alta definição desde 2007. Este canal difunde principalmente filmes recentes.

### Ciné+ Frisson
Em 27 de Abril de 1996, o Canasat passou para o modo de difusão digital, permitindo a difusão de mais canais. A MultiThématiques criou então duas versões do seu canal CinéCinémas chamado CinéCinémas Prime e CinéCinémas Seconde5.
O pacote cinematográfico foi reformatado em 3 de setembro de 1998 e o CinéCinémas Seconde tornou-se o CineCinemas.
Como parte das sinergias alcançadas na sequência da fusão dos pacotes de satélites Canalsat e TPS, o CinéCinéma Frisson absorveu e substituiu o seu concorrente TPS Cinextrême, lançado em 2003, em 21 de março de 2007, em ambos os pacotes.
O canal está disponível em alta definição desde 2012.
O tema deste canal de cinema é baseado em filmes de horror, acção, fantasia e suspense. Também transmite filmes eróticos e pornográficos depois da meia-noite para adultos informados, assim como algumas séries de televisão como American Horror Story ou In the Flesh.

### Ciné+ Émotion
Em 27 de Abril de 1996, o CanalSatellite passou para o modo de difusão digital, permitindo a difusão de mais canais. A MultiThématiques criou então duas versões do seu canal CinéCinémas chamado CinéCinémas Prime e CinéCinémas Seconde.
O pacote cinematográfico foi reformatado em 3 de setembro de 1998 e o CinéCinémas Prime tornou-se CineCinemas 2.
O canal está disponível em alta definição desde 2012.
O tema deste canal de cinema é dedicado principalmente a filmes de amor e emoção.

### Ciné+ Famiz
Em 28 de Agosto de 2004, o CinéCinéma Famiz foi lançado para substituir o CinéCinéma Succès. A sua programação está centrada em toda a família.
Em 21 de Março de 2007, na sequência da fusão das embalagens TPS e Canalsat, o canal Cinéfamily da TPS foi absorvido e substituído pelo CinéCinéma Famiz.
Este canal emite principalmente filmes de animação e obras destinadas a toda a família.

### Ciné+ Club
O Cinéfaz foi criado em 23 de Agosto de 1999 e tornou-se o quarto canal do pacote cinematográfico da TPS. Quando foi criada, foi transmitida das 6 da manhã à meia-noite e tinha uma parceria com a Metro-Goldwyn-Mayer. Posteriormente, será transmitido das 8h às 4h e, finalmente, uma emissão completa.
Com a criação do pacote TPS Premium em 1 de Setembro de 2003, a Cinéfaz tornou-se TPS Cinéculte.
Após a fusão dos pacotes TPS e Canalsat em 2007, a TPS Cinéculte é integrada no canal CinéCinéma Auteur, rebatizado para a ocasião como CinéCinéma Culte.
No entanto, em 1 de Outubro de 2008, quando a embalagem de cinema renova a sua embalagem, o seu nome é novamente alterado para Cinécinéma Club.
Este canal difunde principalmente programas destinados aos cinéfilos e amantes do cinema, dos filmes de autor e do património cinematográfico mundial.

### Ciné+ Classic
Em 7 de janeiro de 1991, a Ellipse Câble e o Canalsatellite lançaram dois canais pagos por cabo e o Canalsatellite dedicados ao cinema, o CinéCinémas, dedicado aos filmes recentes, com uma assinatura mensal de 66 francos franceses, e o CinéCinéfil, dedicado aos clássicos do cinema dos anos 30 a 60, com uma assinatura mensal de 46 francos. Os filmes são todos exibidos a preto e branco e muitas vezes na sua versão original com legendas em francês. Destina-se principalmente aos cinéfilos e a todos os amantes do cinema retro. Todos os dias, boletins informativos sobre o período, documentários sobre a história do cinema e retratos de actores completam a oferta cinematográfica.
O canal mudou o seu nome em 3 de setembro de 1998 para Ciné Classics, o nome da sua versão europeia. O seu acordo de difusão com a CSA foi alterado em 17 de novembro de 2001 para permitir ao canal transmitir filmes a cores4.
Como parte das sinergias alcançadas na sequência da fusão dos pacotes de satélites Canalsat e TPS, o CinéCinéma Classic absorveu e substituiu o seu concorrente TPS Cinétoile, lançado em 1997, em 21 de março de 2007.
Este canal transmite principalmente filmes clássicos antigos dos anos 30 a 70 e mesmo dos anos 80, independentemente da nacionalidade do filme transmitido.

### Ciné+ à la demande
O Ciné+ à la demande é um serviço oferecido pelo "bouquet" (pacote de canais) para assistir a programas de recuperação e bónus.
Inclui igualmente 7 canais difundidos em exclusivo neste meio e no MyCanal: Ciné+ Western e Ciné+ Horreur lançado em 18 de julho de 2018, Ciné+ UK, que se tornou Ciné+ British em 26 de setembro de 2018, Ciné+ de Quartier criado em 18 de outubro, Ciné+ Crime em 20 de outubro e Ciné+ Comédie em 20 de dezembro. Ciné+ 80's, desde 15 de março apenas disponível no MyCanal: https://m.universfreebox.com/article/49005/C-est-parti-pour-la-nouvelle-chaines-Cine-a-la-demande.

## Capital
Ciné+ é editado pela MultiThématiques SA, uma filial a 100% do Canal+, ela própria uma filial a 80% do Grupo Canal+.

## Sede
A primeira sede do Ciné+ foi localizada na sua editora, Ellipse Câble, no edifício Quai Ouest 42 quai du Point du Jour, em Boulogne-Billancourt, no Altos do Sena. A actual sede do canal está localizada nas instalações do Grupo Canal+ dedicadas à MultiThématiques no Espace Eiffel, no 1, place du Spectacle em Issy-les-Moulineaux, no Altos do Sena.